# Paranthura setigera
Paranthura setigera is een pissebed uit de familie Paranthuridae. De wetenschappelijke naam van de soort is voor het eerst geldig gepubliceerd in 1997 door Negoescu.